# Japansk magnolia
Japansk magnolia (Magnolia kobus) är en art i magnoliasläktet och i familjen magnoliaväxter. Den förekommer i Japan och är en vanlig trädgårdsväxt i Sverige.
Arten förekommer i nästan hela Japan och kanske i östra Kina och på Koreahalvön. Den växer i låglandet och i bergstrakter upp till 1700 meter över havet. Exemplaren blir 8 till 15 meter höga och kronan har en diameter upp till 10 meter. Japansk magnolia växer långsam. Blommorna som har en diameter av 10 cm utvecklas under tidiga våren. Bladen bildas senare.
Beståndet påverkas antagligen av landskapsförändringar. Populationens storlek är okänd. IUCN listar arten med kunskapsbrist (DD).

## Bildgalleri

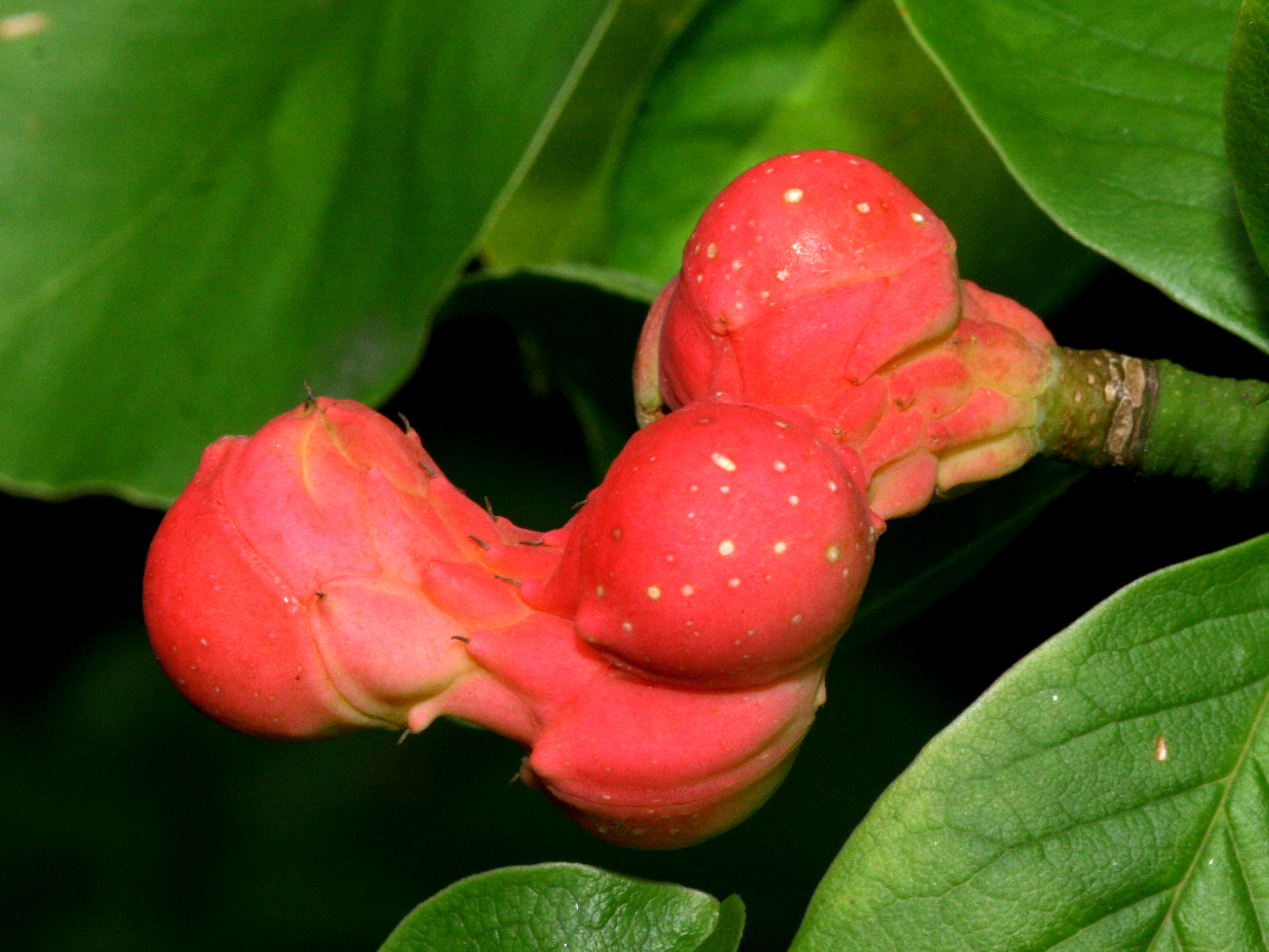
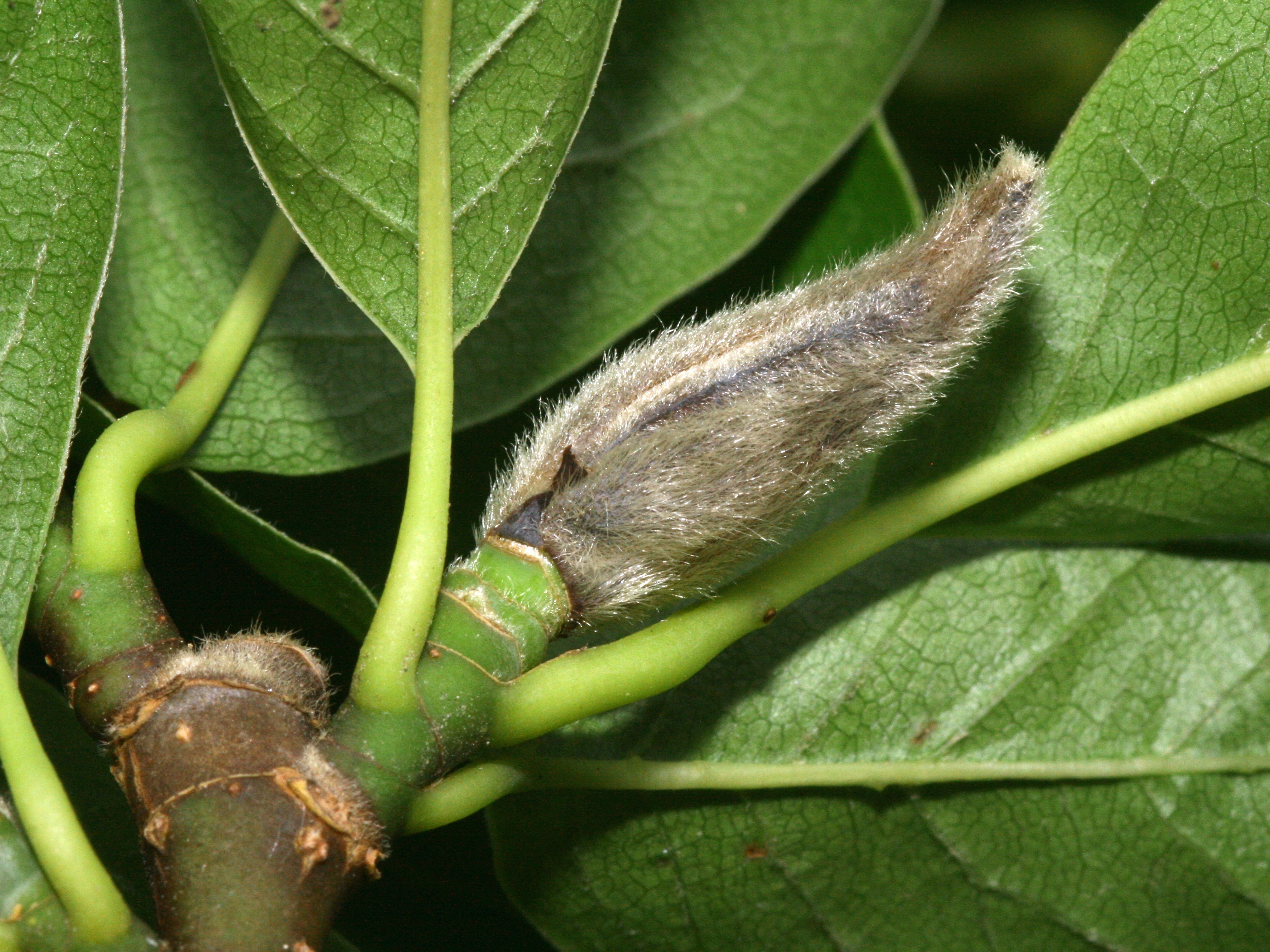
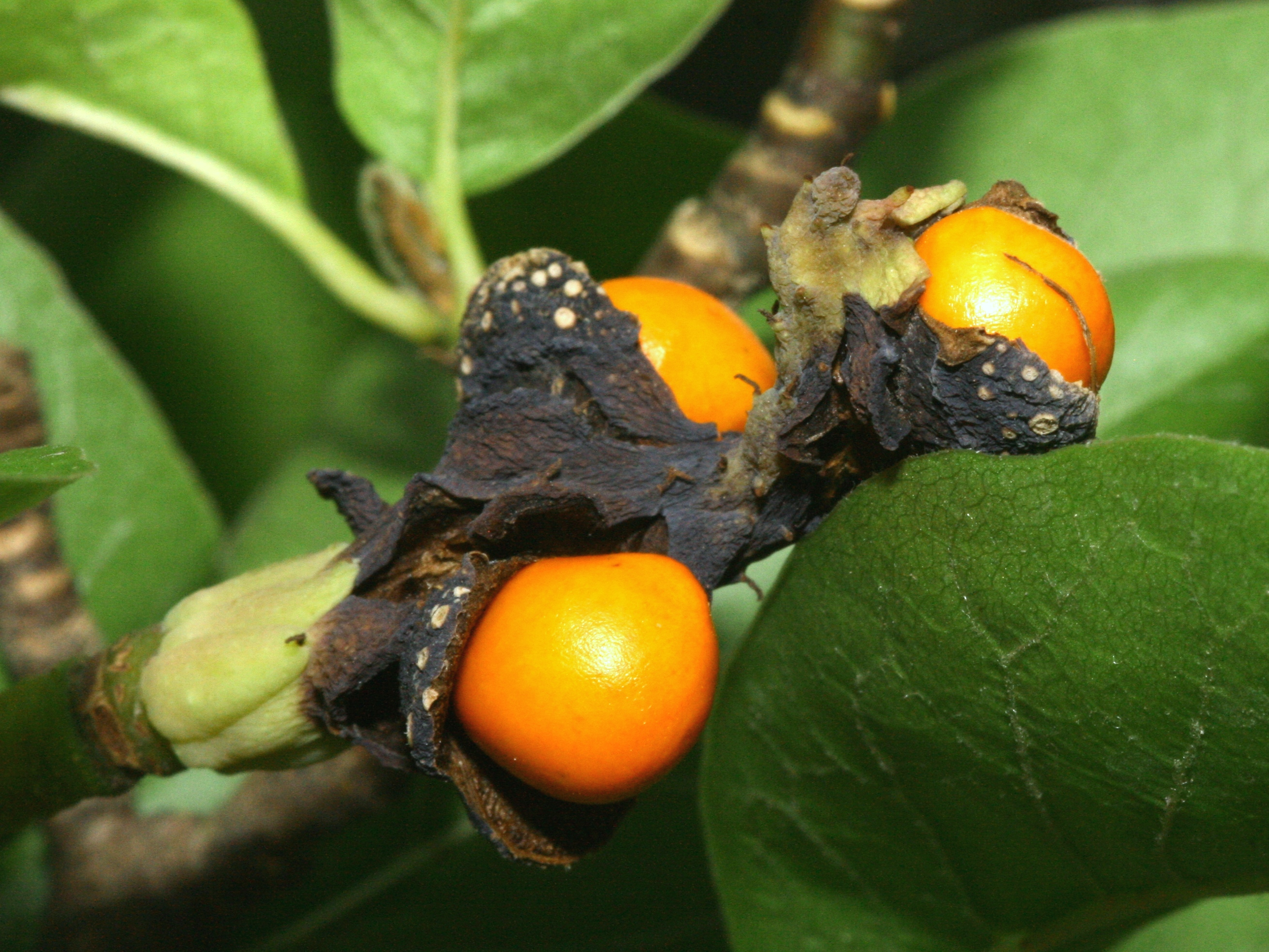
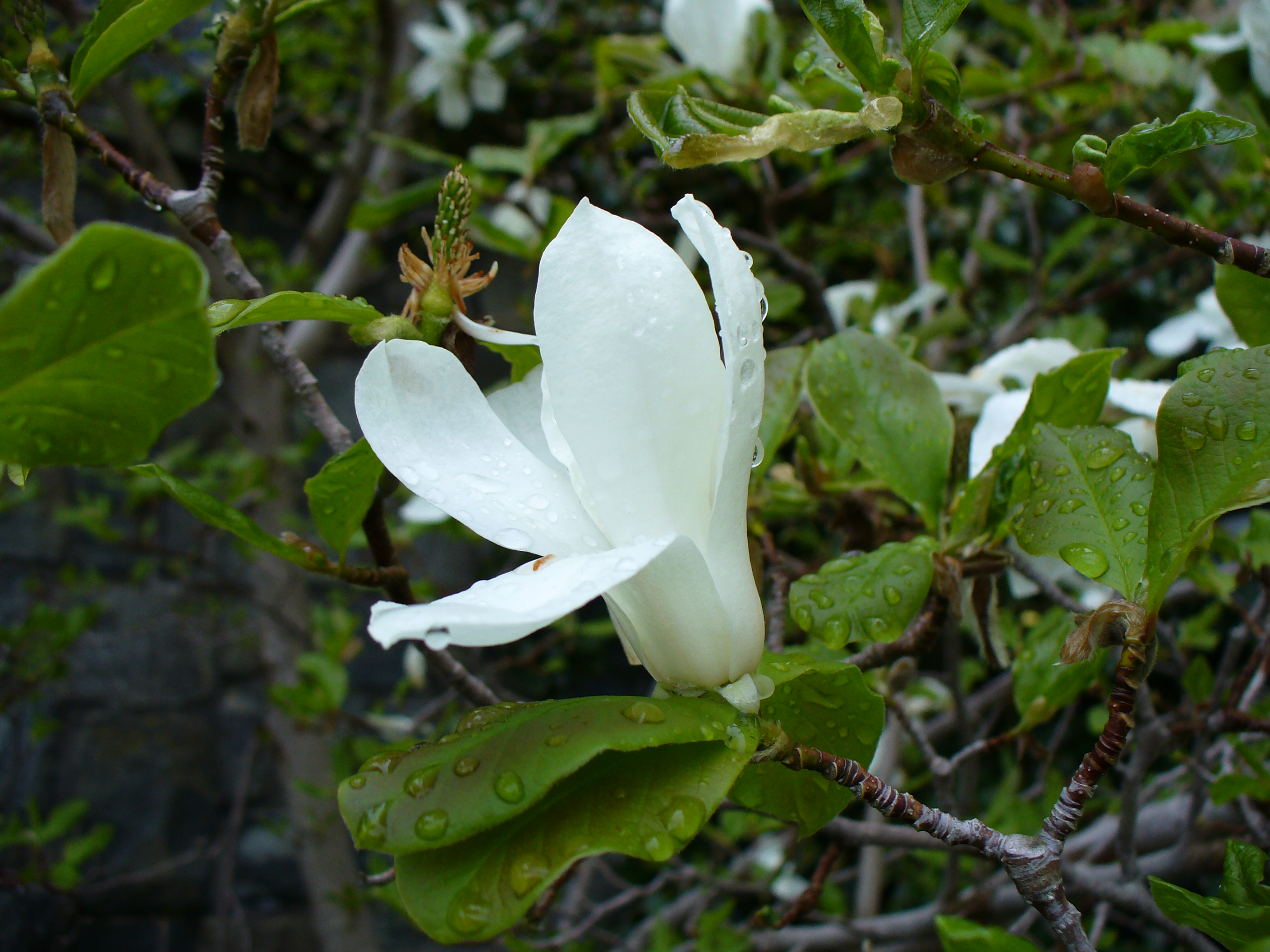
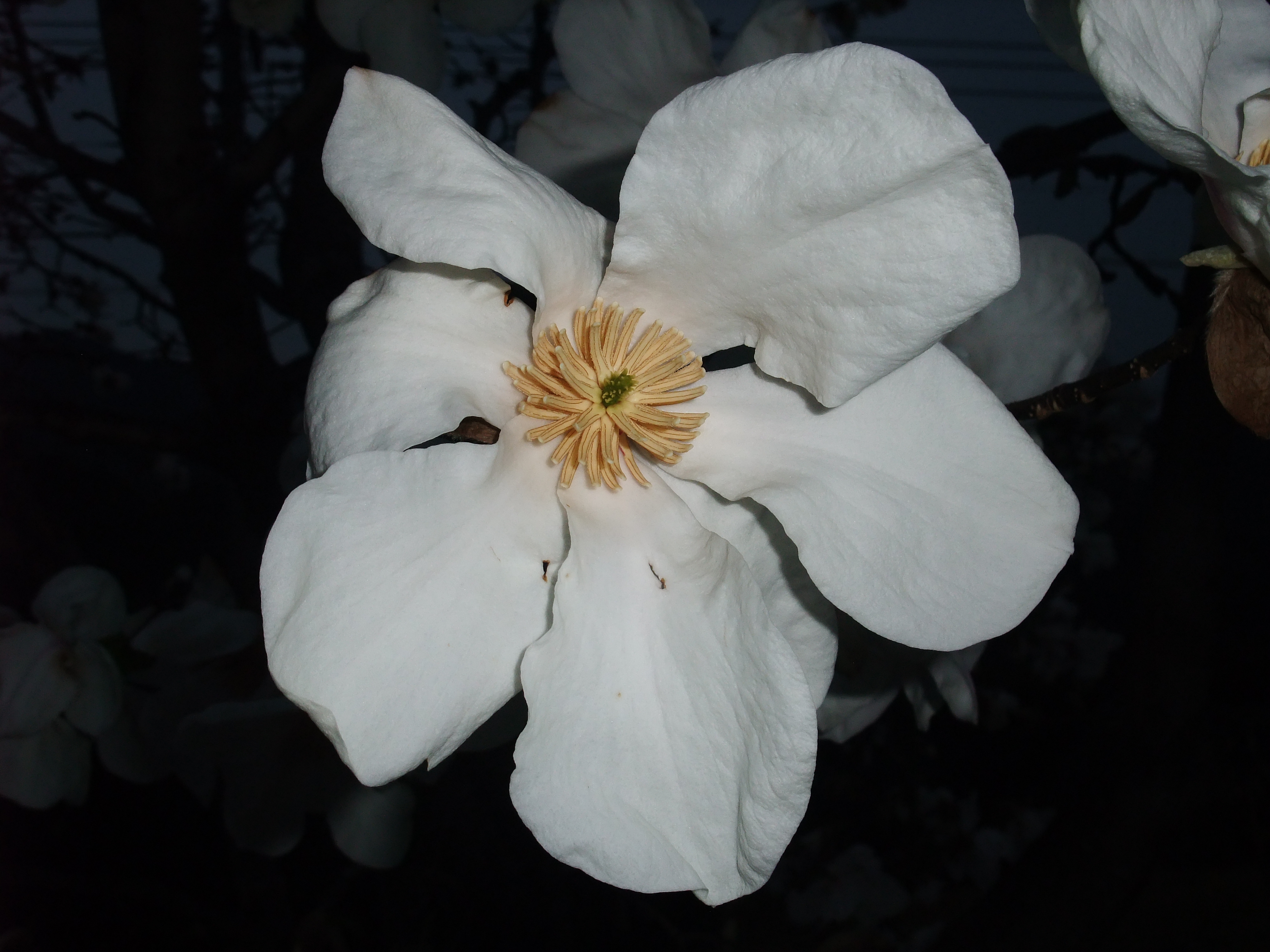
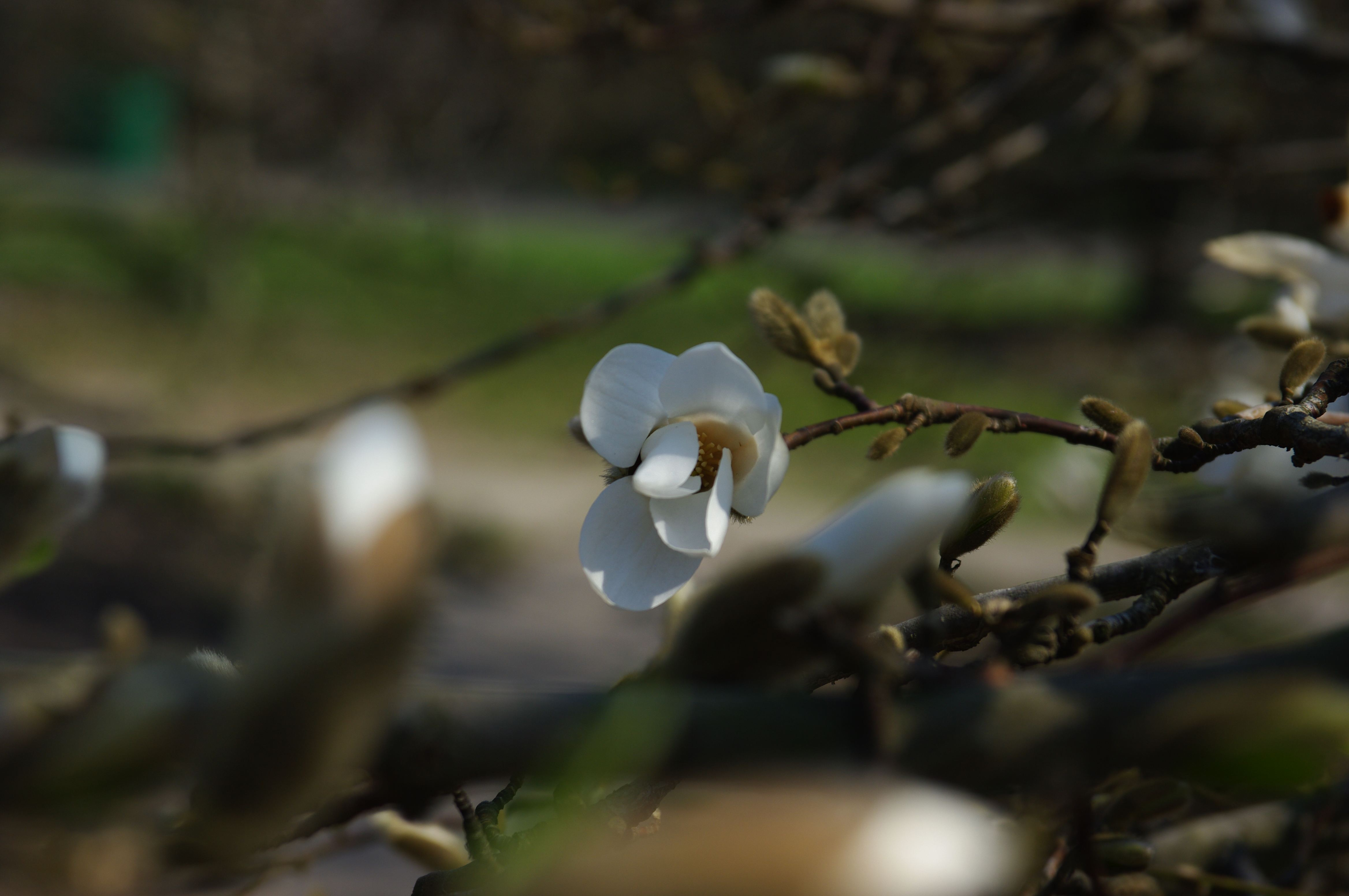